# Non-directional beacon

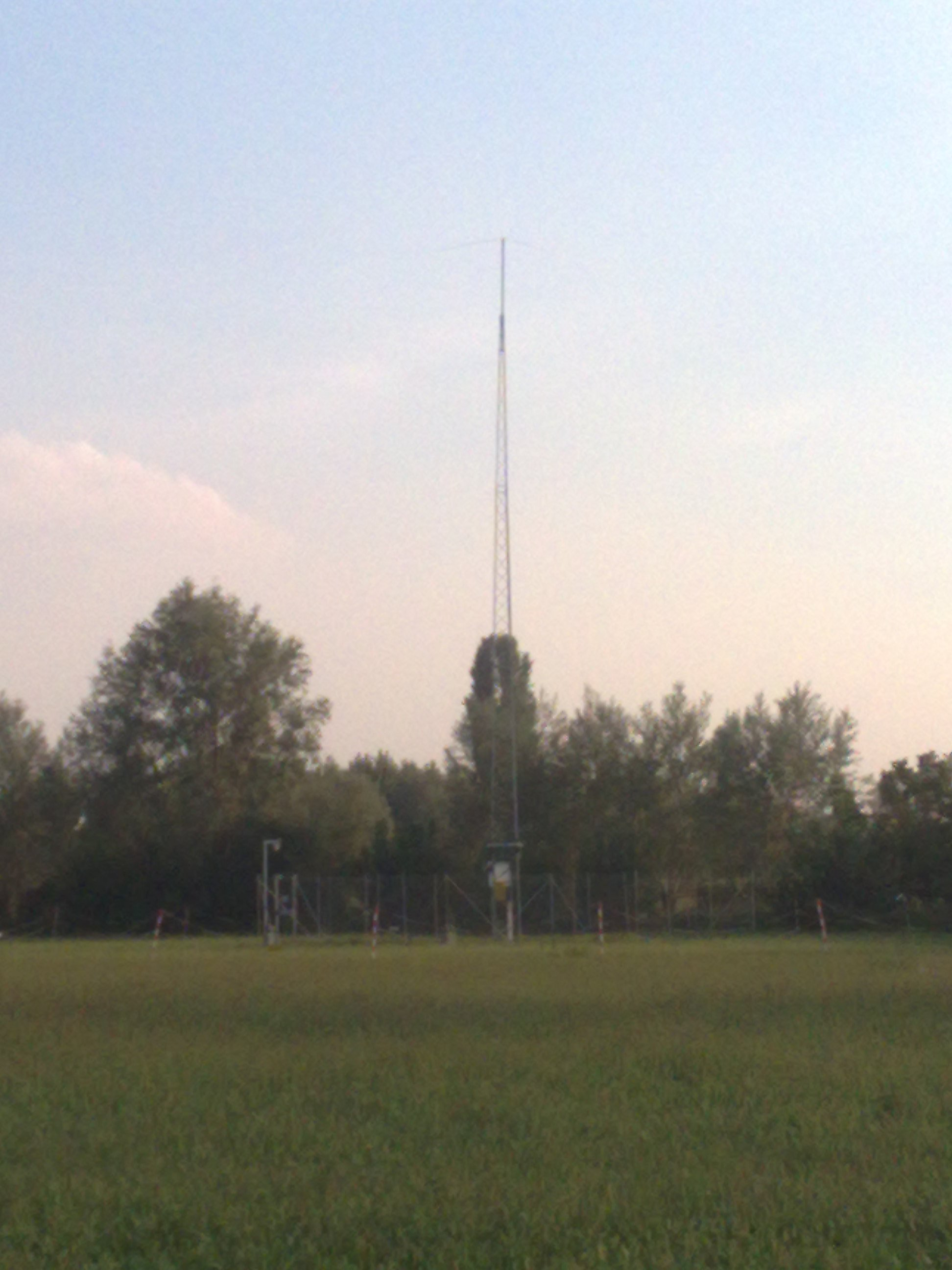
La stazione NDB di Vicenza

Il non-directional beacons, conosciuto anche con la sigla NDB, è un radiofaro non direzionale molto diffuso, assieme al VOR, e usato per la navigazione aerea strumentale (IFR) o per la radionavigazione marittima.
Un tipo particolare di NDB, utilizzato nella navigazione aerea è il cosiddetto locator, con portata limitata tra le 10 e le 25 miglia nautiche e posizionato nella fase finale di una procedura di avvicinamento strumentale.

## Descrizione
L'NDB lavora in onde medie sulle frequenze comprese tra 190 e 1750 kHz, trasmettendo un'onda continua in polarizzazione verticale, su cui si sovrappone una modulazione di ampiezza di un segnale audio, attraverso la quale lo strumento comunica il suo identificativo in codice Morse e fornisce all'aeroplano riferimenti che consentono al pilota, tramite lo strumento ADF (automatic direction finder), di risalire alla direzione di volo. 
Vista la banda in cui opera, le onde radio emesse da un NDB seguono la curvatura terrestre (essendo riflesse dalla ionosfera) e pertanto il segnale può essere ricevuto, anche a basse quote, a grande distanza.
D'altra parte l'NDB è soggetto ad alcuni errori:
- effetto terreno: la presenza di rilievi (montagne, colline) riflette il segnale modificando i rilevamenti sull'ADF;
- effetto notte: le fluttuazioni notturne della ionosfera possono modificare i rilevamenti, soprattutto per frequenze superiori ai 350 kHz;
- effetto costa: le linee di costa hanno la proprietà di rifrangere le onde a bassa frequenza. Procedendo parallelamente alla costa l'ADF può presentare valori errati;
- effetto temporale: dato che i fulmini emettono onde radio su tutte le basse e medie frequenze, l'indicatore dell'ADF può essere temporaneamente deviato verso il temporale;
- effetto virata: virando si inclina il piano orizzontale dell'antenna, modificando il rilevamento.

La posizione di un NDB sull'ADF è espressa in gradi rispetto alla stazione; il pilota una volta selezionata la frequenza della radioassistenza, riceve in cuffia il nominativo della radioassistenza stessa in codice Morse.

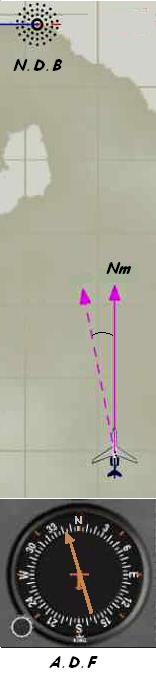
Posizione di un NDB rilevato dall'ADF di bordo
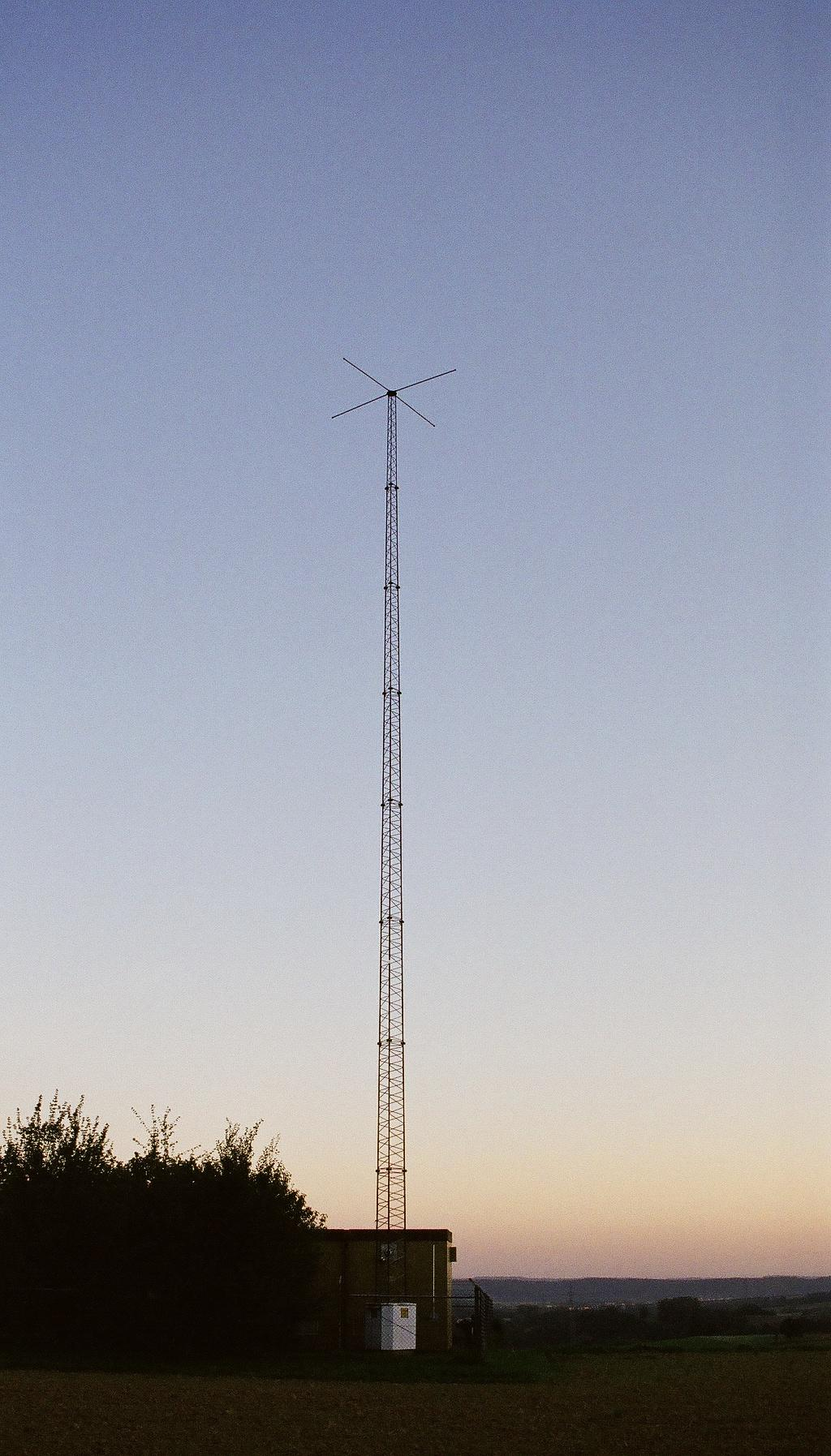
L'antenna di un NDB in Germania
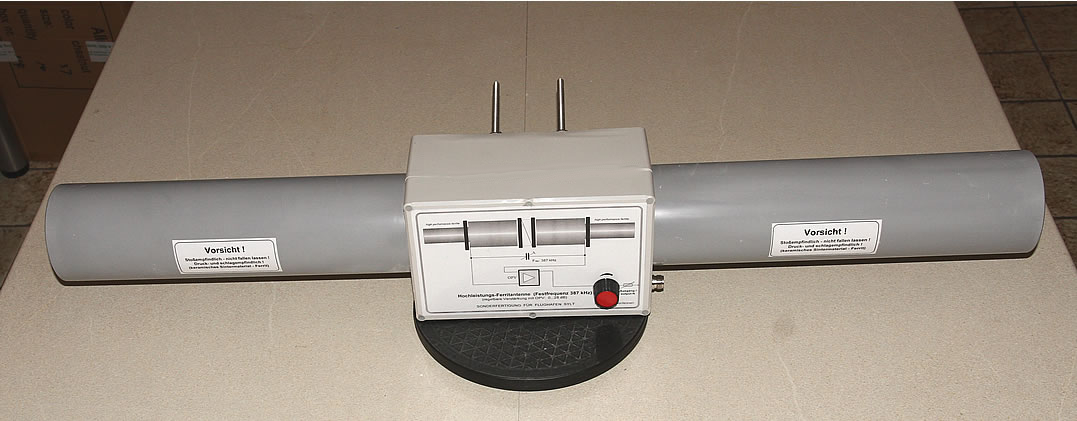
Ferrite antenna per Non-directional beacon (NDB), frequenze 255 – 580 kHz